# Stokenchurch
Stokenchurch ist ein Dorf und eine Gemeinde in der englischen Grafschaft Buckinghamshire. Durch eine eigene Anschlussstelle der südlich unmittelbar am Dorf vorbeiführenden M40 (Ausfahrt 5) und die damit vorhandene gute Anbindung an das 35 Meilen südöstlich gelegene London hat es sich auch zu einem beliebten Pendler-Wohnort entwickelt. Die Einwohnerzahl liegt gleichwohl deutlich unter 5.000; die Gemeinde ist ländlich geblieben. 
Stokenchurch liegt in den Chiltern Hills, rund drei Meilen südlich von Chinnor in Oxfordshire, zehn Kilometer westlich von High Wycombe. Es ist eine Gemeinde der anglikanischen Kirche mit der Kirche St. Peter und Paul und einer methodistischen Kirche. 

## Geschichte
Der Ort und sein Name sind vermutlich angelsächsischen Ursprungs. 1086 wird Stokenchurch als ein Waldgebiet des sechs Kilometer entfernt gelegenen Dorfes Aston Rowant erwähnt, Überlieferungen aus dem 13. Jahrhundert weisen es als „Stockenechurch“ aus. 
Bis ins 19. Jahrhundert hinein war das Dorf ein beliebter Rastpunkt und Pferdewechsel-Platz für Kutschen und Reiter auf dem Weg zwischen London und Oxford; eine Reihe von Kneipen, Gaststätten und Pferdeställen hatten sich angesiedelt. Aus dieser Zeit stammt das Wahrzeichen Stokenchurchs, das King’s Hotel (ehemals „The King’s Arms Hotel“), wo König Karl II. angeblich mit seiner Geliebten im 17. Jahrhundert übernachtete. Die ursprüngliche Verbindungsstraße ist heute ein Reitweg, genannt Colliers Lane, nachdem 1824 eine neue Straße (Oxford Road) angelegt wurde. 
1896 kam Stokenchurch von Oxfordshire zu Buckinghamshire und entwickelte sich zu einem Zentrum der Stuhlfabrikation. In den 1930er Jahren gab es acht Firmen, die Stühle zum Verkauf an große Möbelhersteller fertigten. Trotzdem überwog immer die landwirtschaftliche Bevölkerung.

## Persönlichkeiten
- Richard Hickox (1948–2008), Dirigent